# Grand Roy
Grand Roy ist eine Siedlung im Westen des Inselstaates Grenada in der Karibik.

## Geographie
Der Ort liegt im Parish Saint John an der Westküste zwischen Dothan und Marigot, in der Grand Roy Bay an der Mündung des Grand Roy Rivers.